# 马栏山站
马栏山站位于中华人民共和国湖南省长沙市开福区万家丽北路地下，是长沙地铁5号线的地铁车站，2016年6月28日开通。

## 车站周边
- 湖南广播电视台
- 西湖楼
- 长沙世界之窗
- 长沙海底世界
- 湖南国际会展中心